# Nyugati pivi
A nyugati pivi (Contopus sordidulus) a madarak (Aves) osztályának verébalakúak (Passeriformes) rendjébe és a királygébicsfélék (Tyrannidae) családjába tartozó faj.

## Rendszerezése
A fajt Philip Lutley Sclater angol ornitológus írta le 1859-ben.

## Alfajai
- Contopus sordidulus griscomi Webster, 1957
- Contopus sordidulus peninsulae Brewster, 1891
- Contopus sordidulus saturatus Bishop, 1900
- Contopus sordidulus sordidulus P. L. Sclater, 1859
- Contopus sordidulus veliei Coues, 1866[2]

## Előfordulása
Észak-Amerika nyugati részén és Közép-Amerikában fészkel, telelni délre vonul, eljut Bolíviáig. 
Természetes élőhelyei a tűlevelű erdőkben, valamint nyitott és zárt lombkoronájú erdőkben van, ahol költ is. Télen megtalálható a szubtrópusi és trópusi hegyi esőerdőkben, mezőgazdasági területeken, legelőkön, gyepeken és cserjésekben is.

## Megjelenése
Testhossza 16 centiméter, testtömege 11-14 gramm.

## Életmódja
Főleg rovarokkal táplálkozik, ritkán pókokat és gyümölcsöket is fogyaszt.

## Szaporodása
Párosodása májusban kezdődik és júniusban tetőzik. Csésze alakú fészkét fák ágaira készíti. Fészekalja 2-4 tojásból áll, melyen 12 napig kotlik. A fiókák kirepülési ideje még 14-18 nap.
|  |  |

## Természetvédelmi helyzete
Az elterjedési területe rendkívül nagy, egyedszáma viszont csökkenő, de még nem éri el a kritikus szintet. A Természetvédelmi Világszövetség Vörös listáján nem fenyegetett fajként szerepel.